# Luis Ernesto Ordóñez Castillo
Luis Ernesto Ordóñez Castillo (Albán, Cundinamarca; 7 de enero de 1914-Bogotá, 16 de marzo de 1990) fue un militar y político colombiano, que integró la Junta Militar que gobernó a Colombia del 10 de mayo de 1957 al 7 de agosto de 1958, en reemplazo del general Gustavo Rojas Pinilla.

## Trayectoria
Hijo de Ramón Guillermo Ordóñez Chávez y de María Agripina Castillo. Se graduó como bachiller de las Escuelas Unidas de Bogotá. En 1929 ingresó a la Escuela Militar de Cadetes. Se graduó en diciembre de 1931 como subteniente de artillería. Los primeros años de su carrera militar los prestó en la Escuela de Caballería, el Grupo número 5 Maza de caballería, el grupo número 5 de artillería Galán, la batería de costa Tenerife, el grupo de artillería número 6 Berbeo y la Escuela de Artillería. 
En 1949, siendo comandante del grupo de artillería número 3 Palacé (hoy Batallón), esta unidad militar se ubicó en el lugar que actualmente se levanta, en predios donados por el municipio de Buga. Luego ocupó los altos cargos de director de la Escuela de Sanidad, alcalde militar de Salamina y de Moniquirá, comandante del grupo de artillería Palacé, comandante de la Escuela blindada y de Motorización, Jefe de la Casa Militar, agregado militar de la embajada de Colombia en Gran Bretaña, y jefe del Servicio de Inteligencia Colombiano SIC.

### Presidente de Colombia (1957-1958)
Fue incluido en la nómina de integrantes de la Junta Militar que el general Gustavo Rojas Pinilla conformó para que lo sucediera en la presidencia de Colombia con ocasión de su renuncia, el 10 de mayo de 1957. 

### Principales políticas
Como integrante de la Junta Militar actuaba como vocero de la misma ante los medios de comunicación. La Junta Militar fue acusada de propiciar un golpe de Estado y por esta razón sus cinco miembros fueron detenidos. El general Luis Ernesto Ordóñez Castillo fue arrestado en su residencia, en horas de la madrugada, de donde se negó a salir sin antes hacer el debido uso de su uniforme militar. La Junta Militar fue declarada inocente de las acusaciones y todos sus miembros volvieron a la libertad.

## Últimos años
Se desempeñó como embajador de Colombia en Canadá en la administración de Misael Pastrana Borrero, cargo en el que firmó el acuerdo comercial colombo-canadiense de 1971. Luego fue embajador de Colombia en Panamá durante el gobierno de Julio César Turbay. Posteriormente fue cofundador de la Fundación Universitaria Los Libertadores y Uninpahu.
- Datos: Q5983300
- Multimedia: Luis Ernesto Ordóñez Castillo / Q5983300